# Ritem
Rítem (starogrško starogrško ρυθμός: ritmós - tok) v glasbi pojmujemo kot urejeno zaporedje tonskih trajanj. Toni in sozvočja si sledijo v določenih časovnih razmakih - v ritmu, ki ima pomembno vlogo pri obliki glasbenega stavka. 
Ritem je tudi menjavanje poudarjenih in nepoudarjenih zlogov.